# Mahamed Habib N'Diaye
Mahamed Habib N'Diaye (Miakaramandougou, 17 januari 1986) is een Malinese voetbalspeler die uitkomt voor RES Couvin-Mariembourg.
Voordien lag hij onder contract bij KAA Gent, dat hem uitleende aan KV Kortrijk in het seizoen 2007/08, waar hij echter niet veel tot spelen kwam. Daarna speelde hij op huurbasis voor VW Hamme. Eerder speelde ook nog voor Toumodi FC en ROC de Charleroi-Marchienne. Zijn positie is linksback.

## Carrière
- jeugd: Toumodi FC
- 2005-2007: ROC de Charleroi-Marchienne
- 2007-2009: KAA Gent
  - 2007/08: KV Kortrijk (huur)
  - 2008-2009: VW Hamme (huur)
- 2010-... : RES Couvin-Mariembourg